# 1 ذو الحجة
- السبت
- الأحد
- الاثنين
- الثلاثاء
- الأربعاء
- الخميس
- الجمعة

- 2916 مايو 2026
- 3017 مايو 2026
- 118 مايو 2026
- 219 مايو 2026
- 320 مايو 2026
- 421 مايو 2026
- 522 مايو 2026
- 623 مايو 2026
- 724 مايو 2026
- 825 مايو 2026
- 926 مايو 2026
- 1027 مايو 2026
- 1128 مايو 2026
- 1229 مايو 2026
- 1330 مايو 2026
- 1431 مايو 2026
- 151 يونيو 2026
- 162 يونيو 2026
- 173 يونيو 2026
- 184 يونيو 2026
- 195 يونيو 2026
- 206 يونيو 2026
- 217 يونيو 2026
- 228 يونيو 2026
- 239 يونيو 2026
- 2410 يونيو 2026
- 2511 يونيو 2026
- 2612 يونيو 2026
- 2713 يونيو 2026
- 2814 يونيو 2026
- 2915 يونيو 2026
- 116 يونيو 2026
- 217 يونيو 2026
- 318 يونيو 2026
- 419 يونيو 2026

1 ذو الحجَّة أو 1 ذو الحجَّة الحرام أو يوم 1 \ 12 (اليوم الأوَّل من الشهر الثاني عشر) هو اليوم السادس والعشرون بعد الثلاثمائة (326) من أيَّام السنة (أو السابع والعشرون بعد الثلاثمائة لو كان شهر رمضان مُتممًا لليوم الثلاثين أو الثامن والعشرون بعد الثلاثمائة لو أتم كلًا من صفر وربيع الآخر وجمادى الآخرة وشعبان ورمضان ثلاثين يومًا) وفق التقويم الهجري القمري (العربي). يبقى بعده 28 أو 29 يومًا لانتهاء السنة.

## أحداث
- 8هـ - الإمبراطور هرقل يعيد صليب الصلبوت، وهو أحد أقدس الآثار المسيحية، إلى القدس.
- 750هـ - أبو العباس الفضل يبايع الخلافة الحفصية.
- 1126هـ - الدولة العثمانية تعلن الحرب على جمهورية البندقية بهدف تدمير نفوذ البنادقة في الشرق الذين كانوا يهيمون على جزيرة كريت وعلى الحركة التجارية في بحر إيجة
- 1315هـ - إصدار أول جريدة كردية موسومة باسم صحيفة كوردستان في القاهرة، فأصبح هذا اليوم يوم الصحافة الكردية.
- 1356هـ - قيام الملك فاروق ملك مصر بحل مجلس النواب الذي كان يتمتع فيه حزب الوفد بأغلبية كبيرة، وكان الوفديون قد أحرزوا هذه الأغلبية في الانتخابات التي أجريت قبل سنتين.
- 1362هـ - انعقاد أولى جلسات مؤتمر طهران الذي جمع بين القادة الثلاثة جوزيف ستالين وفرانكلين روزفلت وونستون تشرشل وذلك أثناء الحرب العالمية الثانية وذلك لتحديد الأهداف المشتركة لمواجهة دول المحور، ودام المؤتمر 3 أيام.
- 1373هـ - رئيس وزراء فرنسا بيير منديس فرانس يعلن في قرطاج عن استعداد بلاده لمنح تونس استقلالها الداخلي.
- 1376هـ - الرئيس الأمريكي دوايت أيزنهاور يفتتح المركز الإسلامي في واشنطن.
- 1413هـ - استقلال إريتريا بعد ثلاثين عامًا من الكفاح ضد الاستعمار الأثيوبي حظيت خلاله بدعم عربي وإسلامي كبير.
- 1418هـ - اغتيال القائد القسامي الفلسطيني محيي الدين الشريف.
- 1426هـ - إقالة حزب البعث للنائب السابق للرئيس السوري عبد الحليم خدام، واتهامه بالخيانة، وذلك إثر الانتقادات العلنية اللاذعة التي وجهها خدام للرئيس بشار الأسد، وذكر فيها أنه هدد رفيق الحريري رئيس الوزراء اللبناني الأسبق الذي اغتيل قبل نحو سنة.
- 1428هـ - الإعلان عن تشكيل هيئة البيعة السعودية والتي أسسها الملك عبد الله بن عبد العزيز آل سعود في 28 رمضان 1427هـ، وقد اختير الأمير مشعل بن عبد العزيز آل سعود رئيسًا لها.
- 1430هـ - فوز المنتخب الجزائري على شقيقه المصري في مباراة فاصلة لتحديد المتأهل لكأس العالم أجريت بالسودان.
- 1439هـ - الدول المطلة على بحر قزوين توقع معاهدة حول الوضع القانوني للبحر بعد 22 عاماً من المداولات.
- 1441هـ - إثيوبيا تُعلن عن اكتمال المرحلة الأولى من ملء خزان سد النهضة، من دون التوصّل إلى اتفاق مع مصر والسودان، والحكومة السودانية تكشف عن تراجع منسوب مياه النيل الأزرق بما يعادل 90 مليون متر مكعب.

## مواليد
- 586هـ - ابن أبي الحديد، عالم معتزلي.
- 1311هـ - محمود تيمور، أديب مصري.
- 1335هـ - محمود خليل الحصري، مقرئ مصري.
- 1342هـ - وداد حمدي، ممثلة مصرية.
- 1356هـ - عبد الرحمن الأبنودي، شاعر مصري.
- 1372هـ - عبد الحميد الرفاعي، ممثل كويتي.
- 1389هـ - نبيل العوضي، داعية كويتي.
- 1394هـ - مريم علي، ممثلة سورية.
- 1395هـ - محمد رجب، ممثل مصري.
- 1397هـ -
  - مايا دياب، مغنية ومذيعة لبنانية.
  - لي موراي، مصارع بريطاني / مغربي في فنون القتال المختلطة.
- 1399هـ - هيفاء حسين، ممثلة بحرينية.
- 1401هـ - علي كنكوني، لاعب كرة قدم كويتي.
- 1404هـ - سولي علي مونتاري، لاعب كرة قدم غاني.
- 1406 هـ - عبد الله بن بندر بن عبد العزيز آل سعود، وزير الحرس الوطني السعودي.

## وفيات
- 430هـ - أبو الحسن الحوفي، إمام وعالم نحوي.
- 487هـ - بدر الدين الجمالي، أمير الجيوش ووزير الخليفة الفاطمي المستنصر بالله.
- 1393هـ - عصمت إينونو، رئيس تركيا.
- 1403هـ - إبراهيم عبود، رئيس السودان.
- 1418هـ - محيي الدين الشريف، قائد في كتائب عز الدين القسام.
- 1427هـ - صابر مراد نيازوف، رئيس تركمانستان الأول.
- 1435هـ -
  - خالد صالح، ممثل مصري.
  - لاشين أبو شنب، عضو مكتب الإرشاد لجماعة الإخوان المسلمين بمصر.

## وصلات خارجية
- موقع قصة الإسلام: حدث في شهر ذو الحجَّة.